# 蔡浙飞
蔡浙飞（1974年12月2日—），生于浙江新昌，越剧女演员，擅长小生，一级演员。1993年，进入浙江小百花越剧团。代表作有越剧《白蛇与许仙》(饰演许仙)、《西厢记》(饰张生)、《白兔记》(饰刘承佑)、《五女拜寿》(饰邹应龙)等。